# Grand Pass (Misuri)
Grand Pass es una villa ubicada en el condado de Saline en el estado estadounidense de Misuri. En el Censo de 2010 tenía una población de 66 habitantes y una densidad poblacional de 233,79 personas por km².

## Geografía
Grand Pass se encuentra ubicada en las coordenadas 39°12′18″N 93°26′34″O / 39.20500, -93.44278. Según la Oficina del Censo de los Estados Unidos, Grand Pass tiene una superficie total de 0.28 km², de la cual 0.28 km² corresponden a tierra firme y (0%) 0 km² es agua.

## Demografía
Según el censo de 2010, había 66 personas residiendo en Grand Pass. La densidad de población era de 233,79 hab./km². De los 66 habitantes, Grand Pass estaba compuesto por el 100% blancos, el 0% eran afroamericanos, el 0% eran amerindios, el 0% eran asiáticos, el 0% eran isleños del Pacífico, el 0% eran de otras razas y el 0% pertenecían a dos o más razas. Del total de la población el 1.52% eran hispanos o latinos de cualquier raza.